# 清本拓己
清本 拓己（きよもと たくみ、1993年6月7日 - ）は、岐阜県関市出身のサッカー選手。ポジションはミッドフィールダー。
Kリーグ時代の登録名は清本（ハングル: 키요모토）。

## 経歴

### プロ入り前
5歳の時に下有知サッカースポーツ少年団でサッカーを始め、中学時代はF.C.フォレスタ関ジュニアユースに所属。関商工高校では入学直後からレギュラーとなり、2年時に岐阜県新人大会で優勝。3年時、岐阜県G1リーグで14試合14得点を挙げ得点王となり、岐阜県ベストイレブンにも選ばれた。
関商工の監督とフェイエノールトの育成責任者であるステンリー・ブラードが親しかったことから、2011年夏にオランダへ渡り、フェイエノールトのアカデミーの練習に参加。コーチのロイ・マカーイらから指導を受け、ドリブル重視だったプレーの幅が広がった。2012年1月に再度練習参加した際、練習試合でゴールを決め評価を高めた。その後SBVエクセルシオールに正式に選手登録。6月、19歳になったところで、プロかアマチュアのチームのどちらかと契約しなければならない年齢となり、フェイエノールトのアマチュアチームと契約してプレーしたが、トップチーム昇格はかなわなかった。

### プロ入り後
2013年の地元のFC岐阜トップチームセレクションに合格し、岐阜に入団。2014年7月、Jリーグ・アンダー22選抜に選手登録された。
2016年、大分トリニータへ期限付き移籍。同シーズンはJ3リーグでのプレーとなったが、開幕戦より右SHのポジションでスタメンを獲得し以後シーズンを通してポジションを守り切り計27試合で先発出場。Jリーグ初得点を含む7得点をマークし大分のJ3優勝、J2昇格に貢献した。同年末に開催されたJリーグアウォーズにおいてはMYアウォーズのJ3リーグ部門ベストイレブンに選出された。
2017年、大分に完全移籍。開幕から2節連続で途中交代から出場機会を得ていたが、3月6日に行われたトレーニングマッチにて負傷。右膝前十字靭帯損傷と診断され全治約8か月の大怪我となった。一時は「シーズン終了までに間に合わないのではないか」という思いを持ちながらも諦めずにリハビリを続け、シーズン終了前に怪我を完治させた。監督の片野坂知宏の「リハビリしているところを見てきたし、選手たちもわかっている」という判断の元、最終的には片野坂の独断によりシーズン最終節のホーム・ロアッソ熊本戦で第2節以来のベンチメンバー入り。0-1のビハインドで迎えた後半39分に岸田翔平との交代で259日ぶりに公式戦復帰を果たすと、その1分後に川西翔太のクロスをジャンピングボレーで合わせ、1-1の同点となるゴールを記録。その後後藤優介がPKで勝ち越し弾を決め2-1となり逆転勝利を収め、清本は当試合のマン・オブ・ザ・マッチに選出された。最終的に同年の出場時間数は16分間となったが、同年の1得点あたりの出場時間はリーグ最少であった。
2018年は主に途中出場によりリーグ戦26試合に出場。第8節・京都戦では後半43分に決勝点となるゴールを奪い、ホーム最終戦の第41節・金沢戦ではフリーキックのキッカーを務め鈴木義宜の得点をアシストするなどJ1昇格を果たしたチームにおいて活躍を見せたが、シーズン終了後契約満了により大分を退団した。同年12月12日、フクダ電子アリーナで行われたJリーグ合同トライアウトに出場した。
2019年1月、Kリーグ1の江原FCに移籍。同年7月31日に藤枝MYFCへ完全移籍により加入すると発表された。2021年11月30日、契約満了による退団が発表。
同年12月10日には、フクダ電子アリーナで行われたJリーグ合同トライアウトに出場した。
2022年7月13日、FC大阪への加入が発表された。
FC大阪がJ3に加盟した開幕前の2023年2月に右膝前十字靭帯断裂で全治7ヶ月～8ヶ月の怪我を負った。2023年をもってFC大阪を退団。
2024年　アヴェントゥーラ川口　に所属

## 所属クラブ
- 下有知サッカースポーツ少年団
- 桜ヶ丘サッカースポーツ少年団[24]
- F.C.フォレスタ関ジュニアユース
- 関市立関商工高等学校
- SBVエクセルシオール
- フェイエノールト
- 2013年 - 2016年  FC岐阜
  - 2014年7月 - 2015年  Jリーグ・アンダー22選抜
  - 2016年  大分トリニータ (期限付き移籍)
- 2017年 - 2018年  大分トリニータ
- 2019年1月 - 同年7月  江原FC
- 2019年7月 - 2021年  藤枝MYFC
- 2022年7月 - 2023年  FC大阪
- 2024年  アヴェントゥーラ川口
- 2025年  FC OK'DELESUN

## 個人成績
| 国内大会個人成績 | 国内大会個人成績 | 国内大会個人成績 | 国内大会個人成績 | 国内大会個人成績 | 国内大会個人成績 | 国内大会個人成績 | 国内大会個人成績 | 国内大会個人成績 | 国内大会個人成績 | 国内大会個人成績 | 国内大会個人成績 |
| 年度             | クラブ           | 背番号           | リーグ           | リーグ戦         | リーグ戦         | リーグ杯         | リーグ杯         | オープン杯       | オープン杯       | 期間通算         | 期間通算         |
| 年度             | クラブ           | 背番号           | リーグ           | 出場             | 得点             | 出場             | 得点             | 出場             | 得点             | 出場             | 得点             |
| 日本             | 日本             | 日本             | 日本             | リーグ戦         | リーグ戦         | リーグ杯         | リーグ杯         | 天皇杯           | 天皇杯           | 期間通算         | 期間通算         |
| ---------------- | ---------------- | ---------------- | ---------------- | ---------------- | ---------------- | ---------------- | ---------------- | ---------------- | ---------------- | ---------------- | ---------------- |
| 2013             | 岐阜             | 25               | J2               | 10               | 0                | -                | -                | 0                | 0                | 10               | 0                |
| 2014             | 岐阜             | 25               | J2               | 22               | 0                | -                | -                | 1                | 0                | 23               | 0                |
| 2015             | 岐阜             | 25               | J2               | 15               | 0                | -                | -                | 0                | 0                | 15               | 0                |
| 2016             | 大分             | 15               | J3               | 29               | 7                | -                | -                | 1                | 0                | 30               | 7                |
| 2017             | 大分             | 15               | J2               | 3                | 1                | -                | -                | 0                | 0                | 3                | 1                |
| 2018             | 大分             | 15               | J2               | 26               | 4                | -                | -                | 1                | 0                | 27               | 4                |
| 韓国             | 韓国             | 韓国             | 韓国             | リーグ戦         | リーグ戦         | リーグ杯         | リーグ杯         | FA杯             | FA杯             | 期間通算         | 期間通算         |
| 2019             | 江原             | 15               | K1               | 0                | 0                | -                | -                | 3                | 0                | 3                | 0                |
| 日本             | 日本             | 日本             | 日本             | リーグ戦         | リーグ戦         | リーグ杯         | リーグ杯         | 天皇杯           | 天皇杯           | 期間通算         | 期間通算         |
| 2019             | 藤枝             | 34               | J3               | 9                | 2                | -                | -                | -                | -                | 9                | 2                |
| 2020             | 藤枝             | 34               | J3               | 14               | 3                | -                | -                | -                | -                | 14               | 3                |
| 2021             | 藤枝             | 41               | J3               | 7                | 1                | -                | -                | -                | -                | 7                | 1                |
| 2022             | FC大阪           | 43               | JFL              | 11               | 1                | -                | -                | -                | -                | 11               | 1                |
| 2023             | FC大阪           | 27               | J3               | 2                | 0                | -                | -                | -                | -                | 2                | 0                |
| 通算             | 日本             | 日本             | J2               | 76               | 5                | -                | -                | 2                | 0                | 78               | 5                |
| 通算             | 日本             | 日本             | J3               | 61               | 13               | -                | -                | 1                | 0                | 62               | 13               |
| 通算             | 日本             | 日本             | JFL              | 11               | 1                | -                | -                | -                | -                | 11               | 1                |
| 通算             | 韓国             | 韓国             | K1               | 0                | 0                | -                | -                | 3                | 0                | 3                | 0                |
| 総通算           | 総通算           | 総通算           | 総通算           | 148              | 19               | -                | -                | 6                | 0                | 154              | 19               |

その他の公式戦
| 2014   | J-22   | -      | J3     | 0 | 0 | 0 | 0 |
| 2015   | J-22   | -      | J3     | 4 | 0 | 4 | 0 |
| 通算   | 日本   | 日本   | J3     | 4 | 0 | 4 | 0 |
| 総通算 | 総通算 | 総通算 | 総通算 | 4 | 0 | 4 | 0 |

- Jリーグ初出場 - 2013年3月10日 J2第2節 vsヴィッセル神戸（ノエビアスタジアム神戸）
- Jリーグ初得点 - 2016年4月3日 J3第3節 vsガイナーレ鳥取（大分銀行ドーム）

## タイトル

### クラブ
大分トリニータ
- J3リーグ：1回（2016年）
- 大分県サッカー選手権大会：1回（2016年）

### 個人
- J3リーグMYアウォーズ ベストイレブン：2016年[8]